# Chalchitépetl
Chalchitépetl är en ort i Mexiko.   Den ligger i kommunen Matlapa och delstaten San Luis Potosí, i den sydöstra delen av landet, 220 km norr om huvudstaden Mexico City. Chalchitépetl ligger 167 meter över havet och antalet invånare är 236.
Terrängen runt Chalchitépetl är huvudsakligen kuperad, men åt nordväst är den platt. Runt Chalchitépetl är det ganska tätbefolkat, med 179 invånare per kvadratkilometer. Närmaste större samhälle är Tamazunchale, 11,7 km sydost om Chalchitépetl. Omgivningarna runt Chalchitépetl är en mosaik av jordbruksmark och naturlig växtlighet.